# Clemente Fracassi
Clemente Fracassi (Vescovato, 5 marzo 1917 – Roma, 2 febbraio 1993) è stato un regista e produttore cinematografico italiano.

## Biografia
Dopo aver conseguito la laurea in giurisprudenza, alla fine degli anni Trenta inizio a lavorare nel cinema come aiuto-regista di Mario Camerini e di Mario Soldati. Chiamato a sostituire quest'ultimo, esordì alla regia con Romanticismo, nel 1951.
Limitata la sua produzione come regista. Ha diretto Marcello Mastroianni in Sensualità, film del 1952, e Sophia Loren, in Aida.
Della sua attività di direttore di produzione si ricorda Vita da cani diretto da Mario Monicelli e Steno nel 1950, mentre come produttore esecutivo lavorò anche con Federico Fellini.

## Filmografia

### Regista
- Romanticismo (1951)
- Sensualità (1952)
- Aida (1953)
- Andrea Chénier (1955)

### Direttore di produzione
- Mio figlio professore, regia di Renato Castellani (1946)
- Vivere in pace, regia di Luigi Zampa (1947)
- Senza pietà, regia di Alberto Lattuada (1948)
- Il mulino del Po, regia di Alberto Lattuada (1949)
- Vita da cani, regia di Mario Monicelli e Steno (1950)
- Marisa la civetta, regia di Mauro Bolognini (1957)
- Camping, regia di Franco Zeffirelli (1957)
- Nata di marzo, regia di Antonio Pietrangeli (1958)
- Femmine tre volte, regia di Steno (1959)